# São Paulo FC
São Paulo FC är en fotbollsklubb i  São Paulo i Brasilien. 2005 vann São Paulo Copa Libertadores, Sydamerikas största klubblagsturnering och Interkontinentala cupen, där alla världsdelsmästarna deltar.

## Spelare

### Spelartrupp
| Nr | Land      | Pos | Namn                                            |
| -- | --------- | --- | ----------------------------------------------- |
| 2  | Brasilien | F   | Igor Vinícius                                   |
| 4  | Brasilien | F   | Diego Costa                                     |
| 5  | Ecuador   | F   | Robert Arboleda                                 |
| 6  | Brasilien | F   | Reinaldo                                        |
| 7  | Argentina | A   | Emiliano Rigoni                                 |
| 8  | Brasilien | MF  | Luan                                            |
| 9  | Argentina | A   | Jonathan Calleri (lån från Deportivo Maldonado) |
| 10 | Brasilien | MF  | Nikão                                           |
| 11 | Brasilien | A   | Luciano                                         |
| 12 | Brasilien | MF  | Alisson                                         |
| 13 | Brasilien | F   | Rafinha                                         |
| 15 | Uruguay   | MF  | Gabriel Neves (lån från Nacional)               |
| 16 | Brasilien | F   | Léo                                             |
| 20 | Colombia  | MF  | Andrés Colorado (lån från Cortuluá)             |
| 21 | Brasilien | MF  | Gabriel Sara                                    |
| 22 | Brasilien | F   | Miranda                                         |

| Nr | Land      | Pos | Namn                            |
| -- | --------- | --- | ------------------------------- |
| 23 | Italien   | A   | Éder                            |
| 25 | Brasilien | MF  | Rodrigo Nestor                  |
| 26 | Brasilien | MF  | Igor Gomes                      |
| 28 | Italien   | MF  | André Anderson (lån från Lazio) |
| 29 | Brasilien | MF  | Pablo Maia                      |
| 30 | Portugal  | F   | João Moreira                    |
| 31 | Brasilien | A   | Juan                            |
| 33 | Brasilien | A   | Caio                            |
| 34 | Brasilien | F   | Welington                       |
| 37 | Brasilien | MF  | Talles Costa                    |
| 40 | Brasilien | MV  | Thiago Couto                    |
| 44 | Brasilien | A   | Jonas Toró                      |
| 88 | Brasilien | MF  | Patrick                         |
| 93 | Brasilien | MV  | Jandrei                         |
| –  | Brasilien | F   | Walce                           |

### Kända spelare
Se också Spelare i São Paulo
- Arthur Friedenreich
- Cafu
- Cicinho
- Denilson
- Falcão
- Roberto Rojas
- Juninho
- Kaká
- Leonardo
- Leonidas
- Luis Fabiano
- Rogério Ceni
- Rivaldo

## Kända tränare
- Vicente Feola
- Telê Santana
- Paulo Autuori
- Muricy Ramalho